# Umberto Meazza
Umberto Meazza (Casteggio, 1º gennaio 1880 – Milano, 21 gennaio 1926) è stato un calciatore, allenatore di calcio e arbitro di calcio italiano.

## Biografia
Di professione commerciante di vino,
è stato calciatore nei primi anni del novecento nel Mediolanum e US Milanese.
Il 24 aprile 1910 arbitra lo spareggio scudetto Pro Vercelli - Inter, partita ricca di controversie in cui il presidente vercellese decise di schierare la formazione giovanile. L'incontro si concluse 10-3 per gli interisti, consegnando ai nerazzurri il primo scudetto della loro storia.
Fu il fondatore, e primo presidente, dell'Associazione Italiana Arbitri costituita a Milano il 27 agosto 1911 in una riunione tenutasi nell'abituale ritrovo dei dirigenti calcistici dell'epoca, il Ristorante Orologio situato nei portici dietro il Duomo di Milano.
Divenuto dirigente all'interno della FIGC ha fatto parte più volte della Commissione Tecnica della nazionale di calcio italiana per 32 partite, in vari periodi, ad iniziare dalla prima partita della nazionale, nel 1910 contro la Francia, fino al 1924.
In quell'epoca in cui non era ancora previsto il commissario unico (fu Vittorio Pozzo a partire dagli anni 1930 a formalizzare questa posizione nel calcio italiano) fu senz'altro l'elemento più rappresentativo delle varie commissioni tecniche succedutesi alla guida della nazionale, tanto che rientra fra i 10 commissari tecnici che più volte si sono seduti sulla panchina azzurra. In alcune gare ha anche ricoperto il ruolo di allenatore dei giocatori.
A lui è intitolata la sezione arbitri di Milano, insieme a Giulio Campanati nonché la Coppa Umberto Meazza, un premio onorifico istituito il 27 novembre 1930 dal Direttorio della FIGC per essere assegnato alla squadra che nel corso del decennio seguente avrebbe vinto il maggior numero di campionati di Serie A (il riconoscimento andò alla Juventus).
Morì a Milano il 21 gennaio 1926 all'età di 46 anni.

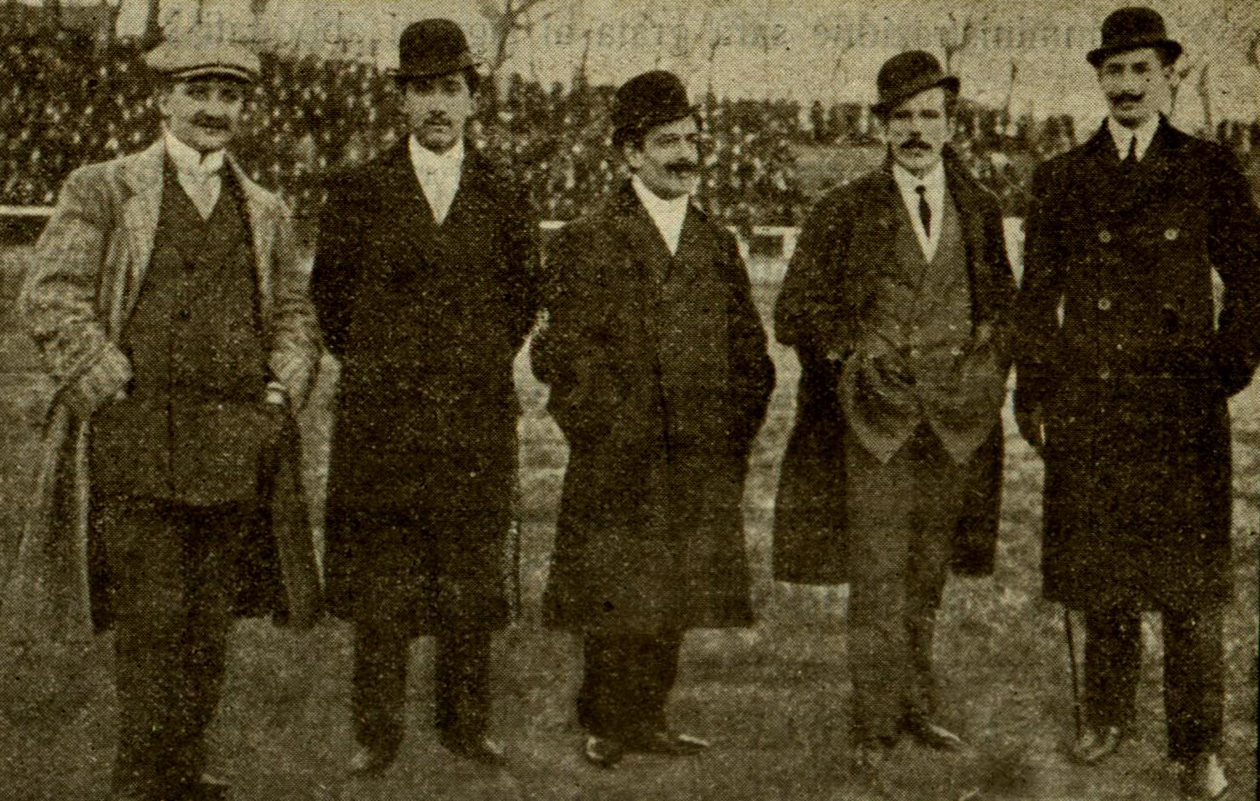
Con alcuni membri della C.T. nazionale il 6 gennaio 1911 (dopo la partita Italia-Ungheria 0-1). Da sin. Livio, Gama, Camperio, Meazza e Servetto (accompagnatore federale).

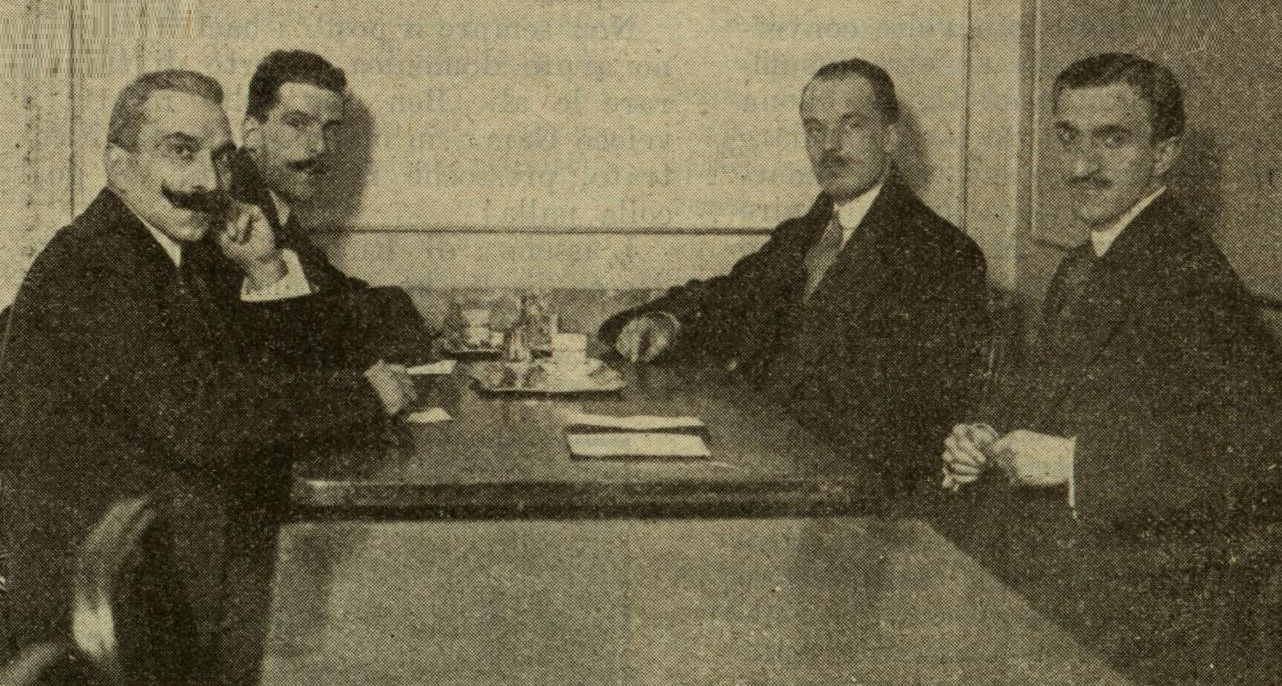
Con la Commissione Tecnica del 1912-1913 riunita al Ristorante Orologio: dietro da sinistra Meazza, e Hugo Rietmann. Davanti: Valvassori e Scamoni. Dopo la partita Francia-Italia persa 1-0 il 12 gennaio 1913.

## Palmarès

### Calciatore

#### Club

##### Altre Competizioni
- Torneo FGNI: 1

Mediolanum: 1901